# شرائط زيجريست
شرائط زيجريست أو شرائط سيجريست (بالإنجليزية: Siegrist streaks)‏ مظهر نادر من مظاهر ارتفاع ضغط دم مشيمية العين. توصف بأنها بقع بها فرط تصبغ مُرتبة بطريقة خطية على طول الأوعية الدموية لمشيمية العين.
على الرغم من أن شرائط زيجريست عادة ما تكون مؤشرا على نخر شبيه الفبرين (بالإنجليزية: fibrinoid necrosis)‏ المرتبط بارتفاع ضغط الدم الخبيث، إلا أن شرائط زيجريست تحدث أيضا في المرضى الذين يعانون من التهاب الشريان الصدغي.

## التسمية
سُميت الشرائط على اسم طبيب العيون السويسري، أغسطس زيجريست" (1865-1947م).